# HK G3
Pour les articles homonymes, voir G3.
 (septembre 2020).
Si vous disposez d'ouvrages ou d'articles de référence ou si vous connaissez des sites web de qualité traitant du thème abordé ici, merci de compléter l'article en donnant les références utiles à sa vérifiabilité et en les liant à la section « Notes et références ».
Le HK G3 (G3 pour « Gewehr 3 » en allemand, « fusil 3 » en français) est un fusil d'assaut développé par la firme allemande Heckler & Koch.
Renommé pour sa grande fiabilité, le G3 a connu une grande diffusion au sein des forces armées du Tiers-Monde. Cependant, c'est un fusil lourd et encombrant et qui tire une munition puissante.
Le G3 a été longuement produit et employé pour de nombreuses armées régulières dont l'Allemagne, l'Arabie saoudite, la Grèce, l'Iran, le Pakistan, le Portugal, la Thaïlande, la Turquie. Il a été adopté par une cinquantaine de pays pendant une quarantaine d'années.
Les raisons de son succès, outre sa fiabilité et sa précision, étaient qu'il était plus simple et moins cher à produire que ses concurrents. Son mécanisme d'action retardée et de verrouillage par galets sera appliqué à de nombreuses autres armes d'Heckler & Koch.

## Historique
L'origine de ce fusil d'assaut remonte aux années 1950. La République fédérale d'Allemagne demanda alors à la FN Herstal l'autorisation de fabriquer des FAL sous licence. Se heurtant au refus de la firme belge, H&K se tourna vers CETME en Espagne qui fabriquait une évolution du StG 45 après l'échec en France du CEAM Modèle 1950 et en obtint l'autorisation. Heckler & Koch prenait ainsi sa revanche sur la FN en créant le plus redoutable concurrent du FAL. Il fut adopté par l'armée de l'Allemagne fédérale en 1959 et y resta en service jusqu'au début des années 1990. Il est toujours produit sous licence en Grèce, Heckler & Koch l'a produit jusqu'en 2001. Devant l'importance des commandes étrangères, HK conclut des accords de sous-traitance avec la manufacture d'armes de Saint-Étienne, en France, de 1977 à 1983, et avec l'arsenal britannique d'Enfield dans les années 1970 et 1980, pour l'exportation vers les anciennes colonies françaises et britanniques.
Se bâtissant une réputation d'excellence, le G3 est rapidement devenu le fusil d'assaut occidental le plus exporté avec le M16. Environ sept millions d'exemplaires furent fabriqués dans le monde, même si le G3 n'a pas toujours été l'arme standard des armées des pays qui l'achetèrent.
La première utilisation opérationnelle de l'arme est faite par les Forces armées portugaises dans les Guerres coloniales portugaises en Angola, de Guinée et Mozambique à partir de 1961. En 1965, plus de 150 000 G3 étaient employées au combat par les forces portugaises grâce à une licence de production accordée aux Fabrica de Braço de Prata.
On la retrouve également aux mains des mercenaires, milices et armées hétéroclites de pays du tiers monde, les guérillas et rébellions en Asie, Afrique, et Amérique du Sud. Elle est par exemple utilisée en Birmanie par l'armée du pouvoir en place, au Darfour par la guérilla et les pillards. Cette large diffusion est notamment due au fait que bon nombre de pays, dont l'Iran du temps du chah Mohammad Reza Pahlavi, ont acquis la licence et les plans de fabrication puis en exportèrent des quantités.

## Description

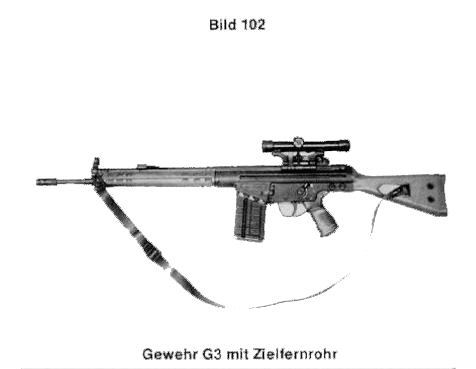
Le G3A3 ZF de la Bundeswehr.

Le G3 est une arme imposante, un peu plus d'un mètre de long pour plus de 5 kilos chargée, tirant des cartouches de 7,62 × 51 mm OTAN, le principal calibre standard de l'organisation du traité de l'Atlantique nord à l'époque. Ces dernières sont puissantes et précises, ce qui se paie toutefois au prix d'un recul important, difficile à maîtriser lors des tirs en mode automatique. La longueur du canon, 450 mm, assure à l'arme une excellente précision grâce à laquelle naquirent les HK G3/SG1 et HK MSG-90, deux fusils de précision relativement répandus. La Bundeswehr adopta même une version modifiée du MSG-90, le MSG3, pour équiper ses tireurs d'élite. La précision optimale du G3 est obtenue avec le PSG-1, dont les tarifs limitent grandement sa diffusion.

## Versions fusils et carabines

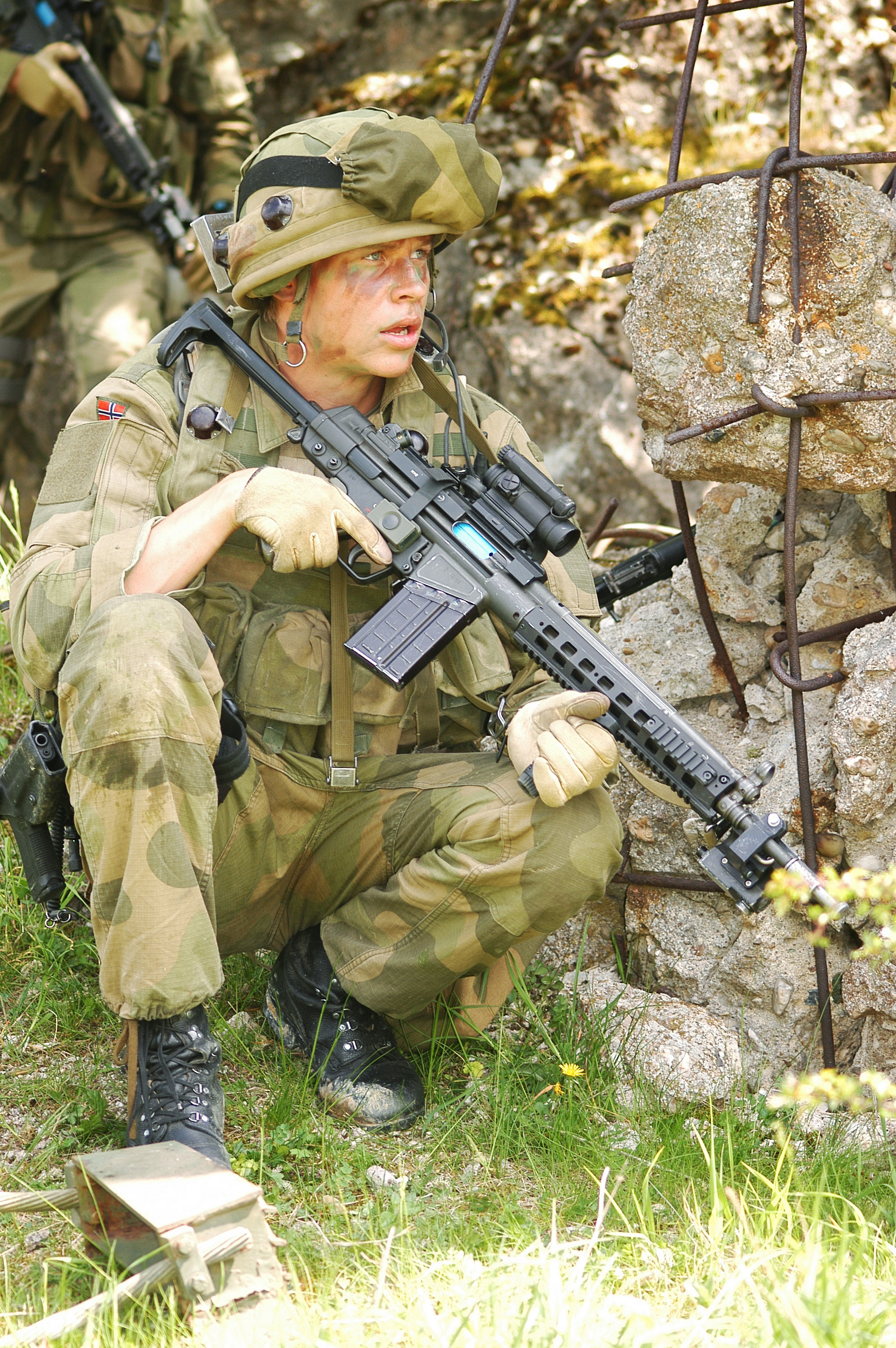
Un soldat norvégien avec un modèle AG-3F2.

Le G3 a connu un certain nombre de versions militaires et policières :
- G3 original : crosse en bois, garde en métal perforé et organes de visée très semblables à ceux du FAL.
- G3A1 : version rare équipée d'une crosse en métal rétractable du même genre de celle que l'on trouve sur le MP 40.
- G3A2 : version identique au G3 mais équipée d'organes de visée améliorés.
- G3A3 : version moderne du G3, crosse en plastique, garde en plastique perforé, protection frontale améliorée et cache-flamme.
- G3K : version compacte souvent rencontrée avec une crosse rétractable.
- G3A4 : version identique au G3A3 mais dotée d'une crosse métallique télescopique.
- G3KA4 : version compacte du G3A4.
- G3A3ZF : G3A3 sélectionné par la Bundeswehr, équipé d'une lunette dotée d'un pouvoir de grossissement de X4.
- HK MP5 : version pistolet mitrailleur du G3 (« MP » signifiant Maschinenpistole) .
- G3SG/1 : successeur du G3A3ZF modifié pour le tir semi-automatique seul, muni d'une crosse avec appuie-joue, d'un bipied, et d'une lunette Zeiss. Utilisé par le GIGN et le RAID.
- MSG90 : fusil de précision militaire.
- G3-TGS (Tactical Group Support) : G3A3 accouplé à un lance-grenades HK 79 de calibre 40 mm (monté sous le garde-main). Il équipe les tireurs d'élite du GIGN et du Commandement des opérations spéciales œuvrant à partir d'un hélicoptère. Il est alors muni d'une lunette identique et d'un pointeur laser. Cette arme fut utilisée dans la phase terrestre de l'affaire de piraterie contre le Ponant en avril 2008.

### Mitrailleuses et fusil-mitrailleur issus du G3
La société allemande produit également le fusil-mitrailleur HK 11, très peu diffusé, et surtout les mitrailleuses HK 21 et G8. Le BA-64/G4 est un fusil-mitrailleur léger fabriqué par les arsenaux birmans, équipant un G3A3 d'un bipied et d'un canon lourd.

### G3 civils

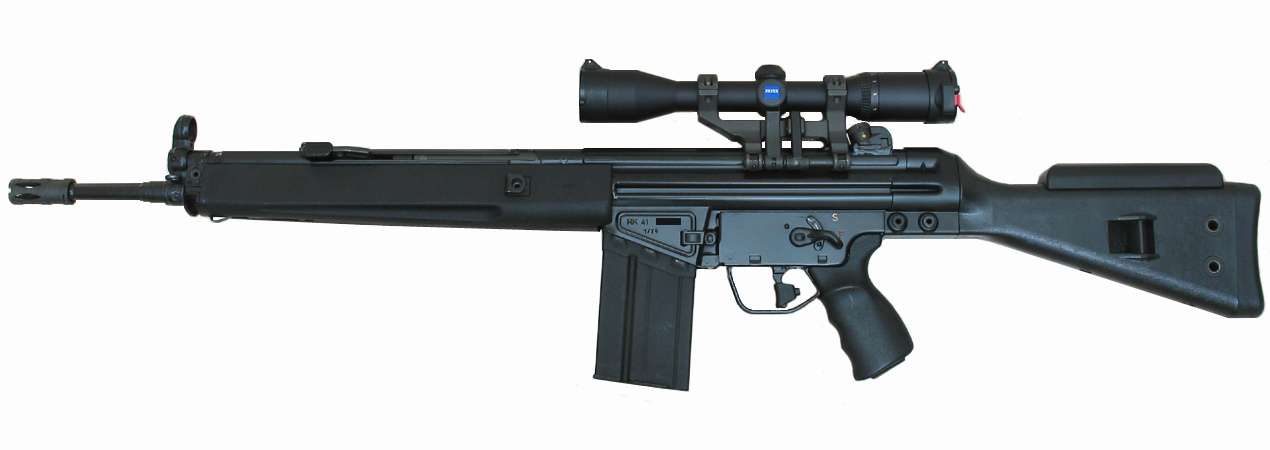
HK41.

Le marché civil nord-américain étant très friand d'armes de guerre, est à l'origine de plusieurs modèles spécifiques :
- HK 41 : variante commerciale du G3A3 importée en 1966 (cache-flamme) et en 1974 (sans cache-flamme). Elle est livrée originellement avec un chargeur 5 coups et peut recevoir un bipied et une lunette. Elle équipa également les réservistes de la Bundeswehr.

En 1976 est créée Heckler & Koch États-Unis (Virginie), qui commercialise les modèles suivants : 
- HK 91A2 : version semi-automatique destinée au marché civil et au maintien de l'ordre. Il est identique au G3A3 excepté sa garde qui n'est pas perforée.
- HK 91A3 : version semi-automatique équipée d'une crosse métallique télescopique.

Les États-Unis importèrent près de 49 000 HK 91A2/91A3 au cours des années 1976-1989.

## Licences nationales et dérivés
Outre HK, des versions spécifiques pour des clients étrangers du G3 ont été produites par HK ou sous licence :
- Gevaer M/66 : version destinée au Danemark livrée par la RFA en 1966-67 (fabrication HK ou Rheinmetall). Sur ce modèle, le sélecteur est privé du tir automatique par une clé spéciale.
- Gevaer M/75 : appellation officielle du G3A5 (HK) remplaçant le M/66 en 1977.
- Automatisk Gevær 3/AG3 : variante norvégienne du G3A3 adoptée en 1964 (levier d'armement avec un trou pour le pouce et (crosse plus longue) et produite à la Fabrique d'armes de Kongsberg à partir de 1966. Devant la lenteur de production locale, de nombreux AG3 proviennent en fait des usines HK. Environ 250 000 AG3/AG3F1 (avec crosse para du G3A4)/AG3F2 (modernisation de l'AG3F1 avec notamment viseur point rouge). Remplacement par des HK 416 vers 2010.
- AK4 (AutomatKarabin 4) : version suédoise produite par Husqvarna (1965-1971) et Bofors (1965-1984). Outre l'AK4/A (HK G3A3/A4), il existe les AK4/B (cadence de tir accrue et viseur point rouge) et AK4/OR (lunette de visée à grossissement de 4).L'AK4 céda sa place à l'AK5 et les fusils furent versés à la Réserve suédoise.
- G3A6 : modèle spécifique à la Grèce (fabrication de 200 000 fusils par la Ellenki Biomicanicha Oplon à partir de 1979).
- G3A7 : modèle spécialement conçu pour les Forces armées turques*, produit ensuite par MKEK dans la banlieue d'Ankara. Produit à 350 000 exemplaires depuis 1967.
- G3P :  modèle spécialement conçu pour les Forces armées pakistanaises*, produit ensuite par les Pakistan Ordnance Factories. Déclinée en G3P3 (G3A3), G3P4 (G3A4), G3M (G3A4 modernisé et muni d'un rail Picatinny) et G3S (G3A4 à canon très court utilisant le garde-main du HK MP5).
- BA-63/BA-72/BA-100 : versions G3A3, G3K et G3ZF fabriquées par les arsenaux birmans.
- DINAR : version produite par la Military Industry Corporation du Soudan avec des plans et de l'outillage iraniens fournis par la DIO.

### G3 allemands

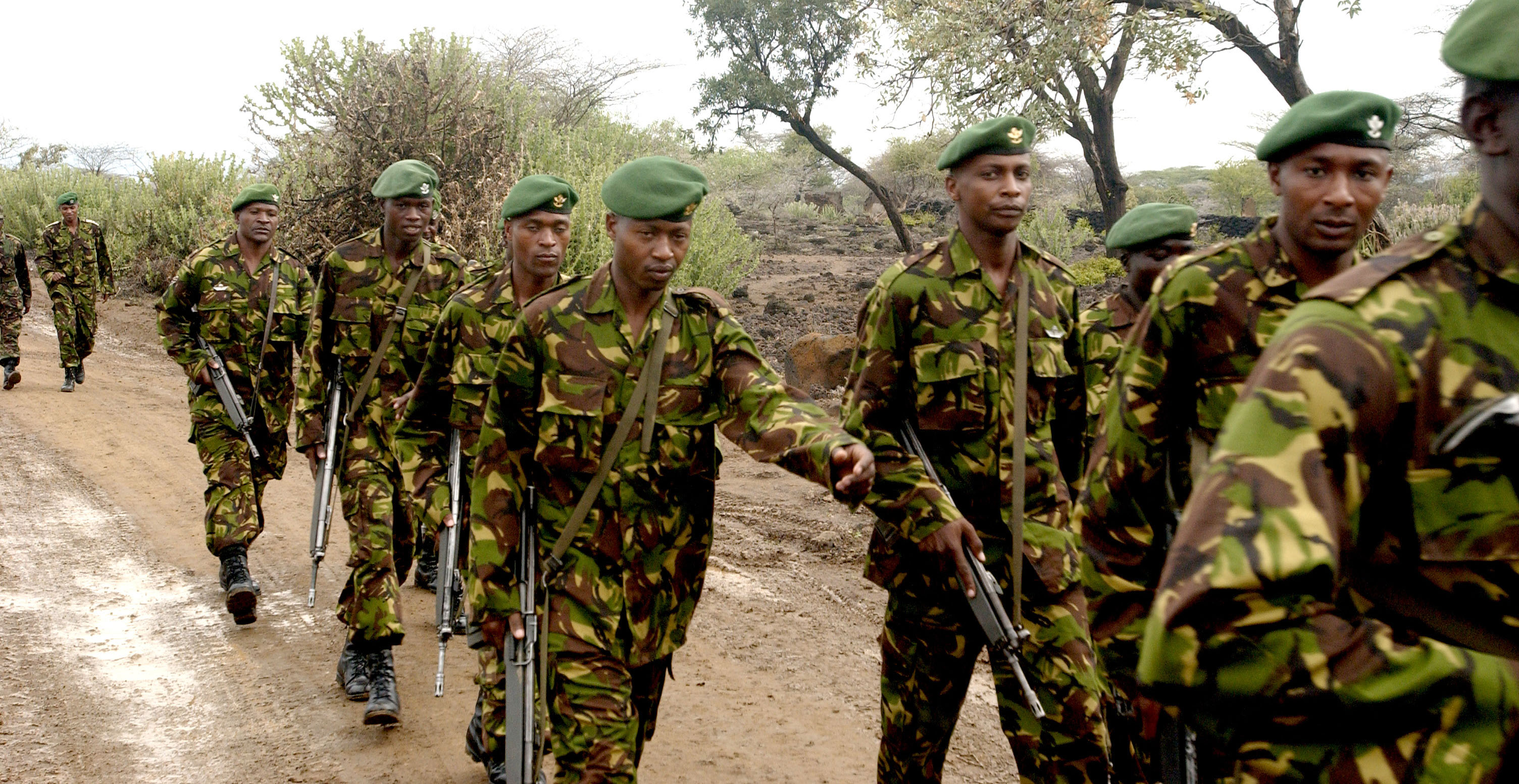
Militaires kényans armés de HK G3.

Avec l’accord des gouvernants successifs de la RFA, Heckler & Koch et Rheinmetall ont vendu des G3 aux armées des pays suivants :
- Albanie
- Algérie
- Bahreïn
- Bangladesh
- Bolivie
- Brunei
- Colombie (30 000 FA livrés au début des années 1970. Emploi dans le long conflit armé colombien avant son remplacement par le IMI Galil en 1993)
- Croatie (Issus des stocks de la Bundeswehr. Livraison postérieure aux guerres de Yougoslavie)
- Équateur
- France (utilisés par la FIPN et les FUSCO Marine)
- Ghana (12 000 armes fournies avant 1965)
- Guyana
- Haïti,
- Indonésie (dont des G3SG1)
- Iran
- Islande
- Italie
- Jordanie
- Liban
- Liberia
- Malaisie
- Malawi
- Maroc (emploi lors de la guerre du Sahara occidental)
- Paraguay
- République dominicaine
- Portugal (production sous licence)
- Salvador (emploi lors de la guerre civile salvadorienne)
- Sénégal
- Soudan
- Tchad
- Turquie
- Zimbabwe

Ces fusils ont ainsi servi dans de nombreuses guerres civiles en Afrique, en Amérique latine et en Asie.

### G3 britanniques
L’arsenal royal d'Enfield a procuré des G3 aux militaires des pays suivants : Kenya, Nigeria, Émirats arabes unis, Qatar, Tanzanie, Zaïre et Zambie. Des G3 britanniques ont connu les combats de la guerre du Biafra. L'armée tanzanienne l'utilisa dans ses conflits contre l’Ouganda en 1978-79, contre les Forces armées zaïroises puis congolaises en soutien des milices Tutsis avec l’appui des soldats rwandais dans les années 1990.

### G3 français
Sous les présidences de Valéry Giscard d'Estaing et François Mitterrand, la MAS a exporté des G3 en Côte d'Ivoire, au Gabon, au Liban, en Haute-Volta, au Maroc, en Mauritanie et au Niger.

### G3 iraniens
Les arsenaux iraniens ont produit de nombreux G3 qui ont servi lors de la Révolution iranienne puis dans la guerre Iran-Irak. La République islamique iranienne a fourni des G3 au Hezbollah pendant la guerre du Liban. Dans les années 1990, l'Iran livrait des G3 neufs à la jeune armée bosniaque durant la guerre de Bosnie.

### G3 portugais
Le Portugal a adopté le G3 importé d'Allemagne en 1961, pour équiper son armée dans les combats en Afrique. À l'occasion, les armées portugaises ont utilisé quelques milliers de FN FAL, expérimentant et comparant les deux armes. Le G3 a été choisi comme arme étalon, les versions A3 et A4 fabriquées au Portugal. La majorité pour équiper leurs propres armées mais aussi de grandes quantités pour l'armée allemande. Ces G3 portugais ont aussi équipé les armées de la Rhodésie du Sud et de la République sud-africaine.

### G3 soudanais

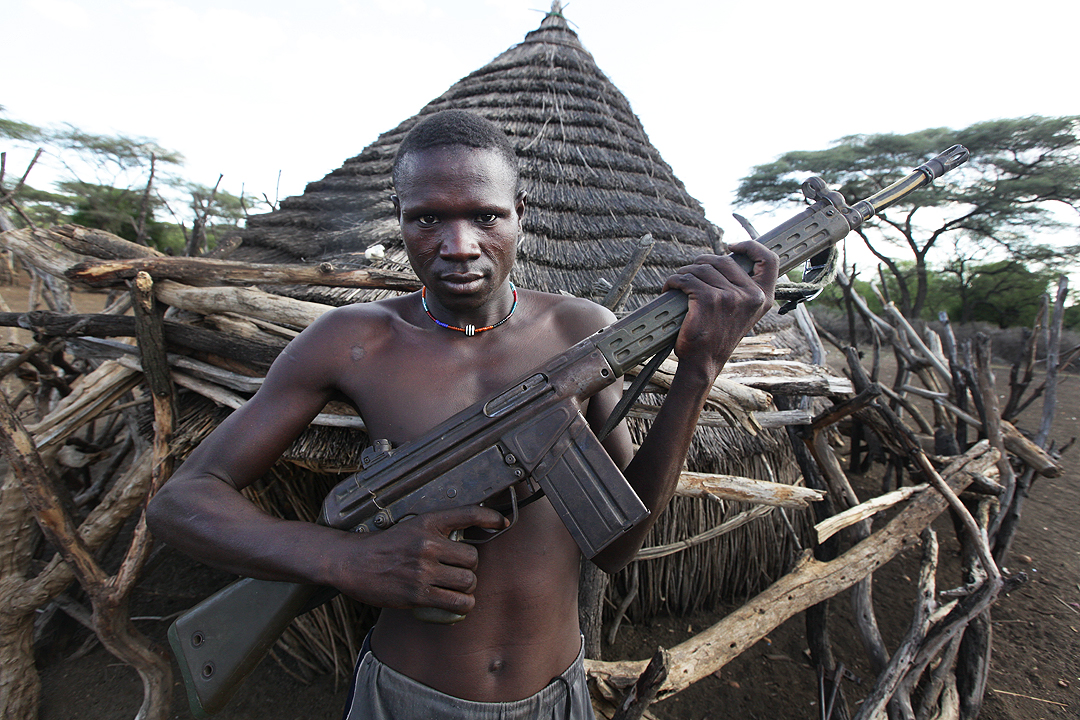
Combattant armé d'un fusil MIC Dinar lors de la guerre civile sud-soudanaise.

Les arsenaux soudanais ont reçu des arsenaux iraniens les plans et les machines-outils pour produire le G3. Ainsi, le fusil Dinar est en service dans l'Armée soudanaise et a été utilisé lors de la seconde guerre civile soudanaise, la guerre du Darfour et le conflit au Kordofan du Sud.

## Dans la culture populaire
Le HK G3 est présent dans plusieurs jeux vidéo :
- Armored Brigade (en) : principal fusil des forces ouest-allemandes.
- Call of Duty 4: Modern Warfare
- Call of Duty: Modern Warfare II sous le nom Lachmann 762.
- Counter-Strike: Global Offensive
- Delta Force: Black Hawk Down (extension Team Sabre).
- Half-Life (avec le mod non officiel Firearms).
- Insurgency: Sandstorm
- Warface
- série Tom Clancy's Rainbow Six :
  - Tom Clancy's Rainbow Six 3: Raven Shield
  - Tom Clancy's Rainbow Six 3 : Black Arrow
  - Tom Clancy's Rainbow Six: Vegas